# 夏のない年

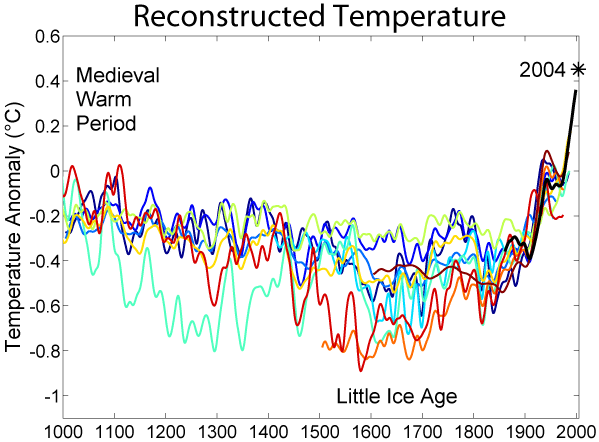
過去千年間の世界の平均気温。1800年の後に短期間だが気温が低下している。

夏のない年（なつのないとし、英: Year Without a Summer）は、1816年に北ヨーロッパ、アメリカ合衆国北東部およびカナダ東部にて起こった、夏の異常気象（冷夏）により農作物が壊滅的な被害を受けた現象のことである。この年の気候異常は、太陽活動の低下と、前年までの数年間、大火山の噴火が続いたことによる火山の冬の組み合わせにより引き起こされたと見る向きが大多数である。1815年のインドネシア中南部スンバワ島に位置するタンボラ山の噴火は、過去1600年間で最大規模である。歴史家のジョン・デクスター・ポストは「夏のない年」を「西洋において最後で最大の危機」と呼んだ。

## 概要
1816年の気候異常はアメリカ北東部、カナダ東部および北ヨーロッパにおいて多大な影響を及ぼすことになった。アメリカ北東部やカナダ南東部は春から夏にかけての気候は比較的安定している。平均気温は20℃から25℃ほどであり、気温が5℃を下回ることは稀である。夏に雪が降ることは極めて稀であるが、5月に吹雪が起こることはある。
1816年5月、霜が発生したため農作物の大部分が壊滅的な被害を受けた。6月にはカナダ東部およびニューイングランドにおいて、2つの大きな吹雪により多数の死者が出た。6月初めにはケベックにおいて30cmもの積雪が観測され、農作物が害を被った。夏に栽培される植物の大部分は霜がわずかに発生しただけでも細胞壁が破壊されてしまい、まして土壌が雪で覆われてしまえばなおさらである。この結果、この地域では飢餓や伝染病が発生し、死亡率が上昇した。
7月と8月には、ペンシルベニア州南部で湖や河川の凍結が観測された。気温の急激な変化が頻発し、わずか数時間で平年以上の気温である35℃あたりから氷結するほどまで気温が低下することもあった。ニューイングランド南部においては農作物はある程度は成長したが、トウモロコシや穀物の価格が急騰した。例えば、エンバクの価格は前年は1m3あたり3.4ドルだったが、これが1m3あたり26ドルまで上昇した。
清（中国）においては特に北部で、寒さのために木々が枯れ、稲作や水牛も被害を受けた。残りの多くの農作物についても洪水によって壊滅した。タンボラ山の噴火によって季節風の流れが変化したため、長江で破滅的な大洪水が発生した。同様に琉球諸島でも干ばつが発生したところに台風被害も重なり、飢饉によって宮古島で1563人が餓死したと伝えられている。ムガル帝国（インド）においては、夏の季節風の遅れにより季節外れの激しい雨に見舞われ、コレラが蔓延した。
徳川家斉の治世下にあった日本では、この年（文化13年）は江戸四大飢饉に匹敵するほどの大規模な飢饉を引き起こす事態が発生しなかったため、一般には「夏のない年」の日本に与えた影響は小さかったとされており、時に「影響は存在しなかった」とさえ言われる場合もある。しかし、歴史的事実としては全国的には冷夏が記録され、9月に四国・東海・関東で暴風雨と洪水が頻発し、東北地方は凶作、静岡（遠江国、駿河国、伊豆国）は不作となった。静岡における記録では小田原藩の本領地（相模国、伊豆国、駿河国）ではこの年のみ年貢米の収量が激減しており、新城や島田では不作に伴う年貢米減免を訴える一揆や強訴が発生している。
影響は広範囲に及び、翌年以降も続いた。1817年の冬は特に厳しく、気温が-32℃まで低下したこともあった。アッパー・ニューヨーク湾は凍結し、ブルックリン区からガバナーズ・アイランドまで馬そりで渡ることができた。日本でもこの年（文化14年）も8月に九州で暴風雨と高潮、関東で干魃による凶作、冬は関東と甲府で降雪率（冬季全体日数に対する雪日数の比率）が江戸期で最大の値を記録する（ただし、弘前では減少に転じるなど地域差が見られた）等、各地で異常気象が相次いだ。しかし、前年の凶作や異常気象も含めて大規模な飢饉に発展しなかったのは、天明の飢饉を教訓としたサツマイモをはじめとする救荒食の普及が各地で進んでいたことや、松平定信が寛政の改革で提示した藩政改革が各地の藩に広まっていたことの二点が功を奏した結果と考えられている。

## 原因

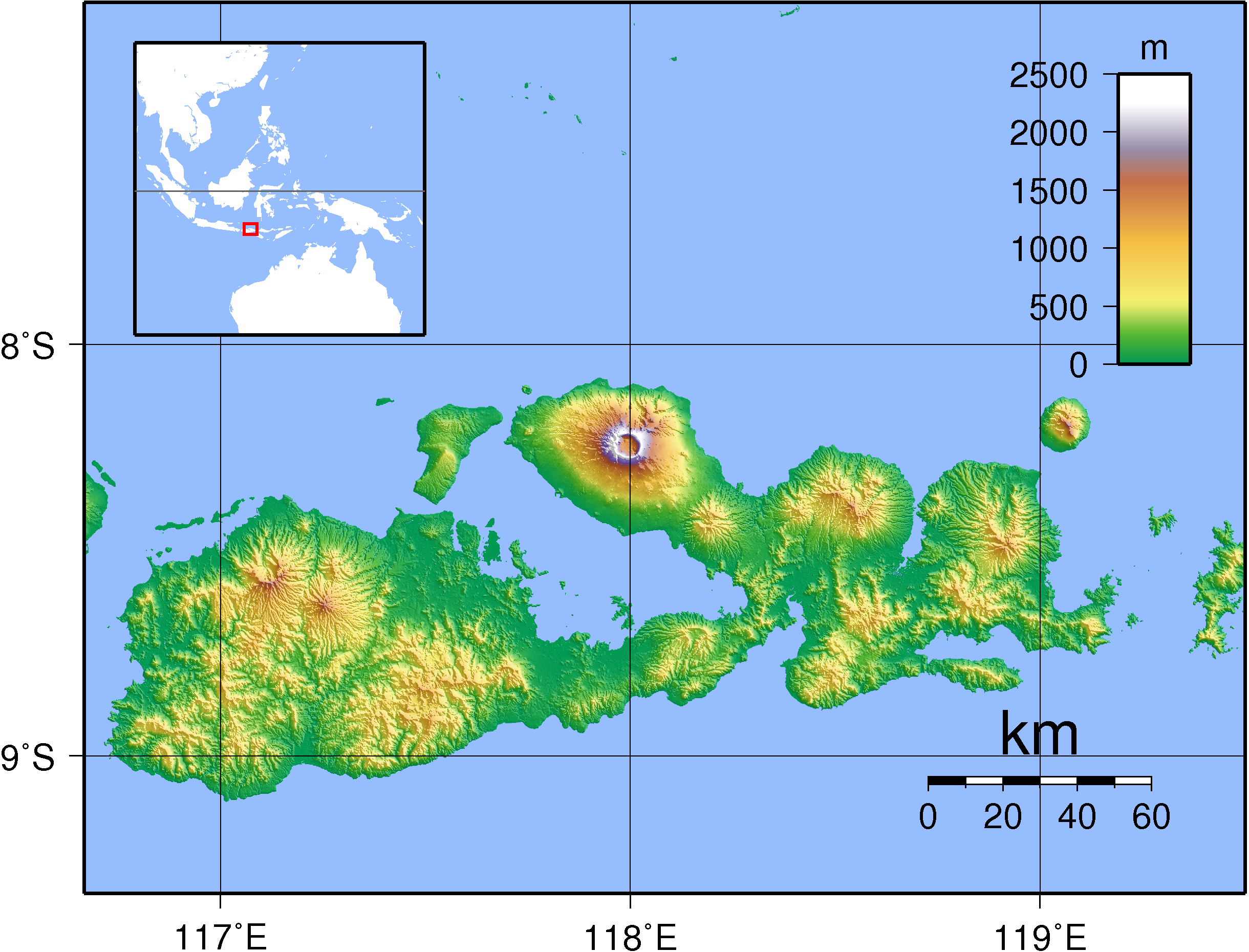
画像中央の大きな山がタンボラ山

現在では一般的に、1816年の気候異常は前年5月5日から同月15日までのタンボラ山の噴火により引き起こされたと考えられている。過去1600年間で最大規模の噴火であり、火山爆発指数ではVEI=7に分類されている。噴火により莫大な量の火山灰が大気中に放出された。タンボラ山の噴火が起こった時期が、太陽活動が低かったダルトン極小期（1790年 - 1830年）であったことも重要である。
同時期に発生した大規模な噴火は以下の通り。
- 1812年:カリブ海セントビンセント島のスフリエール山
- 1812年:インドネシアサンギヘ諸島のアウ火山
- 1813年:トカラ列島の諏訪之瀬島（現在の鹿児島県鹿児島郡十島村）
- 1814年:フィリピンルソン島のマヨン山

これらの噴火により既に相当量の火山灰が大気中に放出されていた。これにタンボラ山の噴火が加わり、大量の火山灰により太陽光が遮られたため、世界的な気温の低下が引き起こされた。

## 結果
火山の噴火が続いたことにより、農作物の不作が数年間続いた。アメリカでは「夏のない年」によってニューヨーク中部や中西部、西部への移住が進んだと多くの歴史家は見ている。
ヨーロッパでは、ナポレオン戦争が終結しつつあったが、今度は農作物の不作による食糧不足に苦しめられることになった。イギリスやフランスでは食料をめぐって暴動が発生し、倉庫から食料が略奪された。スイスでは暴動があまりにひどく、政府が非常事態宣言を発令するに至った。食糧不足の原因は、ライン川を始めとするヨーロッパにおける主要な河川の洪水をもたらした異常な降雨であり、1816年の8月には霜が発生した。2005年5月にBBC Two（英国放送協会）で放送されたドキュメンタリーでは、スイスにおける1816年の死亡率は平年の2倍だったと推定しており、ヨーロッパ全体ではおよそ20万人もの死者が出たとしている。
タンボラ山の噴火はハンガリーに茶色の雪を降らせた。イタリアでも同様で、1年を通して赤い雪が降った。これらは噴火により大気中に放出された火山灰が雪に含まれたためと考えられている。
清では、夏の異常な低気温により雲南省では稲作が壊滅的な被害を受け、広範囲にわたって飢餓が発生した。黒竜江省では、霜によって畑に壊滅的な被害が発生したことが報告され、徴兵から逃れる者もいた。国内でも南部に位置する江西省や安徽省においても夏に雪が降ったことが報告されている。台湾においても、新竹市や苗栗市で雪が降り、彰化市では霜が報告された。

### 文化的な影響

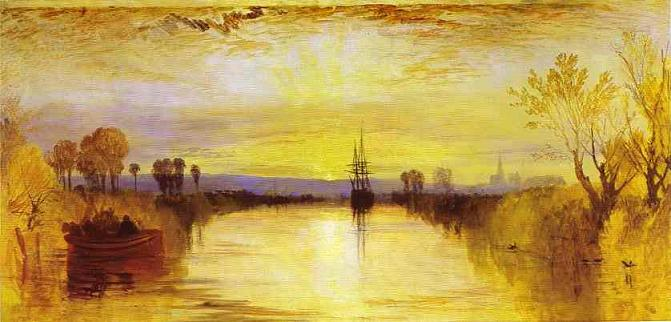
ジョゼフ・マロード・ウィリアム・ターナー『チチェスター運河』（1828年）

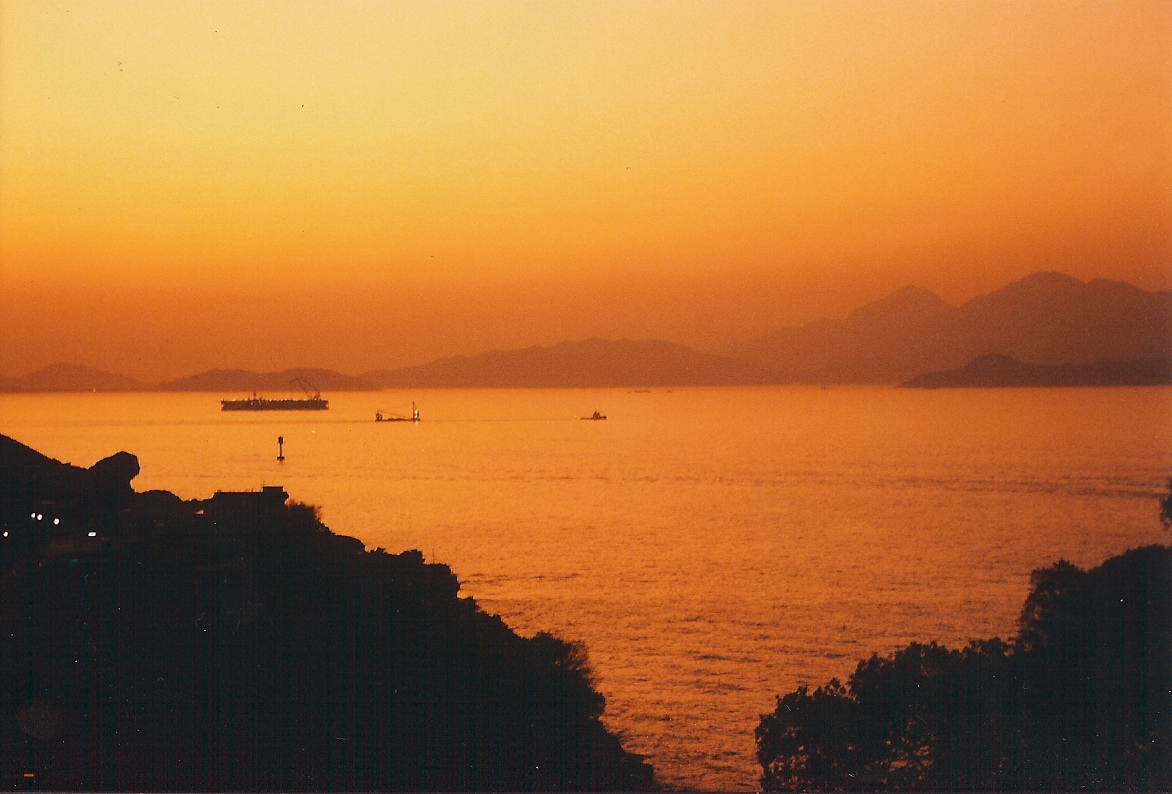
香港の夕暮れ（1992年撮影）。前年のピナトゥボ山の噴火の影響を受けている。

噴火により大量の火山灰が大気中に放出されたことにより、この時期には壮大な夕暮れを見ることができた。ジョゼフ・マロード・ウィリアム・ターナーの『チチェスター運河』（1828年）にも、この時期の薄い黄色の夕焼けが描かれており、有名である。似た現象は1883年のインドネシアクラカタウのラカタ島の噴火の後にも観測されており、1991年のフィリピンのピナトゥボ山の噴火の後にアメリカ西海岸においても、同様の現象が観測されている。
馬の飼料として利用されるエンバクの不足により、ドイツ人の発明家のカール・フォン・ドライスは馬を使用しない新しい輸送方法を研究することになり、軌道自転車やベロシペードが発明されるに至った。これらの乗り物は現代の自転車の原型である。
農作物の不作により、ジョセフ・スミス・ジュニア一家はバーモント州ウィンザー郡シャロンからニューヨーク州ウェイン郡パルマイラへ移住せざるを得なかった。ジョセフ・スミスはモルモン書を出版し、末日聖徒イエス・キリスト教会を設立することになる。
1816年の7月、イギリスの小説家のメアリー・シェリーはジョン・ポリドリら友人とスイスで休暇をとっていたが、絶え間なく降り続く雨のため屋内にいることが多かった。一人一作ずつ怪談を書くことが提案され、シェリーが書いた作品は後に『フランケンシュタイン、あるいは現代のプロメテウス』(Frankenstein, or The Modern Prometheus) として発表された。ポリドリが書いた作品は『吸血鬼』(The Vampyre) として発表されている（ディオダティ荘の怪奇談義）。詩人ジョージ・ゴードン・バイロンは夏のない年に触発され、詩『暗闇』を書いている。
ドイツの化学者のユストゥス・フォン・リービッヒは、子供の頃にダルムシュタットで飢餓を経験した。リービッヒは後に植物の栄養素について研究し、化学肥料を開発することになる。

## 類似の出来事
- 2億5100万年前、最後のペルム紀 (Permian) と中生代最初の三畳紀 (Triassic) の間に、大量絶滅が起こった（P-T境界）
- 6550万年前、メキシコのユカタン半島付近に直径約10kmの巨大隕石が落下し、大量絶滅が起こった（K-T境界）。
- 2700万年前、サン・フアン火山群（英語版）（ラ・ガリータ・カルデラ）が大爆発を起こした。
- 200万年前、イエローストーン（Island Park Caldera、ハックルベリーリッジ・タフ（英語版））が大爆発を起こした。
- 130万年前、イエローストーン（Henry's Fork Caldera、メサフォールズ・タフ（英語版））が大爆発を起こした。
- 64万年前、イエローストーン（Yellowstone Caldera、ラヴァクリーク・タフ（英語版））が大爆発を起こした。
- 9万年前、阿蘇山が大爆発 (Aso-4) を起こした。
- 7万年前から7万5千年前にインドネシア・トバ湖の大噴火により気候が寒冷化し、ヴュルム氷期（7万年前 - 1万年前）へと突入したために総人口が激減した（トバ・カタストロフ理論）。
- 2.6万年前、ニュージーランド・タウポ火山で大爆発を起こした (Oruanui eruption)。
- 紀元前1628年から紀元前1626年までの気候変動は、ギリシャ・サントリーニ島 (Santorini caldera) の大噴火が原因と考えられている（ミノア噴火）。中国では二里頭文化（夏王朝）から二里岡文化（殷）に移行した（鳴条の戦い）。
- 紀元前1200年の前1200年のカタストロフは、アイスランド・ヘクラ山の大噴火が原因と考えられている (Hekla 3 eruption)。
- 535年から536年にかけての535年から536年の異常気象現象（英語版）はインドネシア・クラカタウの大噴火と関連していると考えられている。ヴァンダル戦争直後の異常気象以後、東ローマ帝国と東ゴート王国が18年間に渡って戦争を行い、東ゴート王国が滅びたものの東ローマ帝国も国力を使い果たし、ランゴバルド人がイタリア半島を征服しランゴバルド王国を建国した。
- 800年頃、パプアニューギニアのニューブリテン島・Dakatauaの噴火による影響でモンゴル高原では異常気象が頻発し、モンゴル高原は諸部族が割拠する時代に入り、モンゴル帝国が登場する舞台となった[23] 。
- 9世紀に白頭山で噴火があったことが明らかになり、渤海滅亡との因果関係が指摘されている[24]。
- 915年（延喜15年）に十和田湖も過去2000年間で日本国内最大級の噴火をした[25]。日本では承平天慶の乱が起こった。
- 10世紀（969年±20年[26]）に再び白頭山の天池 (Heaven Lake) は過去2000年間で世界最大級とも言われる巨大噴火を起こし[27]、火山灰は偏西風に乗って日本の東北地方にも降り注ぎ、白頭山苫小牧テフラ (B-Tm) として現在も確認出来る。
- 1257年5月から10月にかけて、インドネシアのサマラス山で過去3700年間で最大規模（1883年に起きたクラカタウの噴火の8倍、1815年に起きたタンボラ山の噴火の約2倍）と推定される噴火が発生[28]。中世ヨーロッパの記録文書によると、この噴火の翌年にあたる1258年の夏は異常低温で、大雨による洪水が頻発したことにより農作物が不作だったという記述が残されている[28]。
- 1315年から1317年にかけてのヨーロッパでの大飢饉 (1315年 – 1317年)（英語版）はニュージーランド・タラウェラ山の五年間続いた火山活動（カハロア噴火）が引き起こしたと考えられている[29][30]。
- 1452年から1453年にかけてバヌアツの海底火山クワエの大噴火が複数回あり、1453年の5月にはコンスタンティノープルが陥落して東ローマ帝国が滅亡した。日本では長禄・寛正の飢饉から応仁の乱に繋がり、戦国時代を迎えた。
- 1600年2月19日にペルーのワイナプチナが噴火し、日本では9月15日に関ヶ原の戦いが起こった（慶長地震がこの前後に多発した）。翌1601年は、北半球で過去六百年間で最も寒冷化し、ロシアではロシア大飢饉（英語版）が起こり動乱時代につながった。
- 1783年から1784年にかけてアイスランドのラキ火山とグリムスヴォトンが噴火し、ヨーロッパに大きな災害をもたらし、フランス革命を引き起こした。日本では浅間山の噴火と天明の大飢饉が起こった。
- 1945年、カムチャツカ半島のアヴァチン火山が大爆発した。
- 1991年のピナトゥボ山の噴火はアメリカ、特に中西部や北東部で気象傾向に変調をもたらした。1993年の冬は異常に暖かかったが夏は涼しかった。日本では1993年夏に記録的な米の不作に陥った（1993年米騒動）。